# 萊斯·E·普特尼
萊斯·愛德華·普特尼（英語：Lacey Edward Putney；1928年6月27日—2017年8月26日），是美國的政治人物。他自1962年到2014年擔任弗吉尼亚州众议院議員，令其成為弗吉尼亚州议会歷史上任期最長的議員。

## 生平
普特尼於維吉尼亞州貝德福出生，最初以民主黨身份在1961年當選為州参议院議員，之後他在1968年脫黨獨立參選；1998年起他在眾議院內加入共和黨黨團運作。
2002年6月，共和黨籍的議長萬斯·威爾金斯由於給予一名員工報酬以對其「不必要的性取向」保守秘密而辭職，特權和選舉委員會主席普特尼在其後的會期中擔任代議長，直至威廉·J·霍威爾當選為止。
2013年3月，普特尼宣布不再參選眾議員。

## 外部連結
- . Virginia House of Delegates.   [2009-01-20]. （原始内容存档于2011-05-24）.
- C-SPAN內的頁面（英文）
- . Virginia Public Access Project.   [2017-08-28]. （原始内容存档于2014-07-24）.
- . Richmond Sunlight.   [2017-08-28]. （原始内容存档于2017-07-31）.
- . Virginia State Board of Elections. （原始内容存档于2010-06-17）.
- . Open States.[]

| 弗吉尼亞州眾議院         | 弗吉尼亞州眾議院                                     | 弗吉尼亞州眾議院         |
| ------------------------ | ---------------------------------------------------- | ------------------------ |
| 前任者： 小喬治·P·比胡德 | 維吉尼亞州眾議院第十選區 參議院議員 1983年－2014年   | 繼任者： 特里·奧斯汀     |
| 前任者： 不詳            | 維吉尼亞州眾議院第十選區 參議院議員 1972年－1983年   | 繼任者： 威拉德·R·芬尼   |
| 前任者： 不詳            | 維吉尼亞州眾議院第十一選區 參議院議員 1962年－1972年 | 繼任者： 小查爾斯·E·格林 |